# Curetis schortlandica
Curetis schortlandica är en fjärilsart som beskrevs av Ribbe 1899. Curetis schortlandica ingår i släktet Curetis och familjen juvelvingar. Inga underarter finns listade i Catalogue of Life.